# Waldkulturerbe
Waldkulturerbe ist ein Begriff, den das Bundesministerium für Ernährung, Landwirtschaft und Verbraucherschutz (BMEL) im Rahmen der deutschen Kampagne zum Internationalen Jahr der Wälder 2011 geprägt hat. Mit dem Internationalen Jahr der Wälder sollte weltweit auf die große Bedeutung der nachhaltigen Bewirtschaftung, der Erhaltung und nachhaltigen Entwicklung der Wälder zum Nutzen heutiger und künftiger Generationen aufmerksam gemacht werden. Die Aktionen standen in Deutschland in Anlehnung an den außergewöhnlichen universellen Wert des UNESCO-Weltkulturerbes unter dem Motto „Entdecken Sie unser Waldkulturerbe!“

## Wald als Bestandteil der geschichtlichen und kulturellen Identität
In Deutschland war der Wald – weit über den Aspekt des Rohstoff-Lieferanten hinaus – ein untrennbarer Bestandteil und Begleiter früherer Generationen. Der Wald ist stiller Zeuge und Bewahrer der Hinterlassenschaften von längst vergangenen Völker und Generationen: Kultstätten, Siedlungen, Verteidigungsanlagen etc. aus allen Zeitaltern haben hier als sogenannte Bodendenkmale die Zeiten überdauert und zeugen von einer wechselhaften Vergangenheit.
Aus volkswirtschaftlicher Sicht kommt der Holzerzeugung heute wie früher eine herausragende Stellung zu: Holz ist der wichtigste heimische Rohstoff. Er ist nachwachsend, umweltfreundlich und vielseitig verwendbar. Deutschland ist arm an natürlichen Ressourcen. Der Wald ist eine natürliche Rohstoffquelle, die bei nachhaltiger Bewirtschaftung und konstanten Umweltbedingungen im Prinzip dauerhaft zur Verfügung steht.

## Wald als Teil der Kulturlandschaften
Der Wald ist in Deutschland ein wesentliches landschaftsprägendes Element in den Kulturlandschaften, auch in seiner häufig regionaltypischen Wald-Feld-Verteilung. Deutschland ist von Natur aus ein „Waldland“. Heute sind rund 31 Prozent der Landesfläche Wald. Die Forstwirtschaft ist nach der Landwirtschaft die flächenmäßig bedeutendste Landnutzungsform.
Zu Beginn der Neuzeit waren die Wälder in Deutschland auf weit weniger als die heutige Waldfläche zurückgedrängt und stark übernutzt. Vor dem Hintergrund der waldgeschichtlichen Entwicklung, der hohen Bevölkerungsdichte sowie der anthropogenen Umweltveränderung gibt es in Deutschland völlig natürliche, vom Menschen nicht beeinflusste Waldökosysteme (sogenannte Primärwälder) seit langer Zeit nicht mehr. Der überwiegende Anteil (circa 99 Prozent) der Wälder in Deutschland wird nach der MCPFE-Klassifikation für Naturnähe der Kategorie „semi-natural“ zugeordnet. Die heutigen Wälder in Deutschland sind das Ergebnis menschlicher Beeinflussung und damit das Ergebnis eines „kulturellen Schaffens“.
Dies wird auf dem überwiegenden Teil der deutschen Waldfläche künftig so bleiben, auch wenn die Forstwirtschaft seit circa drei Jahrzehnten zunehmend nach Methoden der naturnahen Waldbewirtschaftung arbeitet. Ein Kernelement ist dabei der Umbau von Nadelbaumreinbeständen hin zu standortgerechten Laubbaum- beziehungsweise Laubbaummischbeständen. Künftig sollten bei der Neubegründung von Wäldern vermehrt standortheimische Baumarten verwendet werden. Mit 39 Prozent wurde in Deutschland mittlerweile ein beachtlicher Laub- und Mischwaldanteil erreicht.
Doch auch der Verzicht auf Nutzung ist Ausdruck des kulturell-gesellschaftlich Gewollten: Dies gilt im Kleinen für das Belassen von Habitatbäumen, Altbaum- und Totholzinseln und Einrichten von nutzungsfreien Waldflächen im Wirtschaftswald ebenso wie für die Einrichtung großflächiger Waldschutzgebiete zum Beispiel in unseren Nationalparken.
Das Welterbekomitee der UNESCO hat am 20. Juni in Paris entschieden, die „Alten Buchenwälder Deutschlands“ in die Liste des Welterbes aufzunehmen. Damit sind bundesweit ausgewählte Waldflächen in fünf Schutzgebieten als Weltnaturerbe anerkannt: der Nationalpark Jasmund sowie der Serrahn im Müritz-Nationalpark in Mecklenburg-Vorpommern, Grumsin im UNESCO-Biosphärenreservat Schorfheide-Chorin in Brandenburg, der Nationalpark Hainich in Thüringen und der Nationalpark Kellerwald-Edersee in Hessen.
Der Forstbetrieb Stiftungsforsten Haina hat für das Internationale Jahr der Wälder einen 1,5 Kilometer langen „Waldkulturerbe-Weg“ eingerichtet.